# Raphaël Géminiani
Raphaël Géminiani (Clermont-Ferrand, 12 de junio de 1925-Pérignat-sur-Allier, 5 de julio de 2024) fue un ciclista y director deportivo francés, llamado el gran fusel, que fue profesional entre 1946 y 1960. 

## Biografía
El padre de Géminiani, Giovanni, trajo a su familia a Francia en 1920, tras ser procesado en Italia por el creciente movimiento fascista. Había regentado una fábrica de bicicletas en Lugo. Esta se incendió. Abrió una tienda de bicicletas en Clermont-Ferrand  e insistió en que su familia hablara francés a partir de entonces.

## Carrera deportiva
Entre sus éxitos más importantes destacan el Gran Premio de la Montaña y su segunda posición final en el Tour de Francia 1951 y el tercer lugar en el 1958. Ganó 7 etapas del Tour. Un Campeonato de Francia en ruta, dos grandes premios de la montaña en el Giro de Italia y la Tercera posición de la Vuelta a España de 1955 son otros de sus resultados destacados.
El primer Tour de Francia de Géminiani , en 1947, no tuvo éxito. La primera etapa fue de París a Lille en uno de los veranos más calurosos en décadas. Las carreteras aún estaban en mal estado por la guerra y las que estaban asfaltadas a menudo estaban adoquinadas. Géminiani terminó a 20 minutos de los líderes. Al día siguiente, la carrera fue a Bruselas. Géminiani y otros ocho ciclistas se mantuvieron alejados durante 100 km, pero al llegar a la capital belga estaba a 30 minutos del líder. Los primeros ciclistas se habían retirado debido al calor. Las cosas empeoraron. La etapa de Bruselas a Luxemburgo se anunció como de 365 km, pero tenía más de 400. Los ciclistas saquearon los cafés al borde de la carretera para beber. Otros lucharon entre sí para llegar a las fuentes de agua potable. Los bomberos rociaron agua sobre los competidores mientras se acercaban a Luxemburgo.

Géminiani terminó 50 minutos después y él y su compañero de habitación, Jo Néri, estaban demasiado agotados para cenar. En el camino a Estrasburgo , la cara de Géminiani estaba tan hinchada y ampollada que ya no podía ver con claridad.
Hacía tanto calor que el alquitrán se derretía bajo nuestros caminos. Estaba completamente deshidratado. Terminé parándome junto a una granja y bebí el agua sucia de un abrevadero. Y así fue como me contagié de fiebre aftosa. ¡Normalmente solo les da a las vacas! 
A la mañana siguiente, con fiebre y casi ciego, abandonó la carrera para ir al hospital. Tardó dos días en llegar a Clermont-Ferrand y otros seis en recuperarse.
El episodio generó críticas cuando Géminiani fue seleccionado para el equipo del Suroeste-Centro.  Las críticas fueron más fuertes en su propia región, Auvernia , donde corrieron rumores de que Géminiani había corrido la carrera de 1947 solo porque su padre había sobornado a los seleccionadores. Hubo asombro cuando fue seleccionado para el equipo nacional en el Tour de Francia de 1948. Se sintió insultado al vencer a un favorito local, Jean Blanc, en una carrera cerca de Clermont-Ferrand tres días antes de la salida.
Tras cuatro días, era sexto. Perdió terreno en la montaña, pero se mantuvo junto a corredores más fuertes como Jean Robic , Louison Bobet y Gino Bartali . Iba 14.º al llegar la carrera a Cannes . Perdió tiempo por varios pinchazos en la etapa de Briançon , pero aun así terminó 15.º, tras apoyar a Guy Lapébie , su compañero de equipo, para conseguir el tercer puesto. En Clermont, la atmósfera cambió: los aficionados lo recibieron en la estación y lo llevaron por la ciudad en un coche descubierto, detrás de un hombre que caminaba con una bandera francesa.

## Palmarés
| 1949 - Tour de Corrèze - 1 etapa del Tour de Francia 1950 - Polymultipliée - 2 etapas del Tour de Francia 1951 - 1 etapa del Critérium del Dauphiné - Polymultipliée - Gran Premio de Midi Libre - 2.º del Tour de Francia, más 1 etapa y clasificación de la montaña 1952 - Clasificación de la montaña del Giro de Italia - 2 etapas del Tour de Francia | 1953 - Campeón de Francia de ciclismo en ruta - 1 etapa del Critérium del Dauphiné 1955 - 1 etapa del Tour de Francia - 3.º en la Vuelta a España 1957 - 1 etapa de la Vuelta a Suiza - Clasificación de la montaña del Giro de Italia - Tour de Costa de Marfil, más 9 etapas 1958 - 1 etapa del Giro de Cerdeña - 2.º en el Campeonato de Francia en Ruta - 3.º del Tour de Francia |

## Resultados
| Carrera         | Carrera         | 1946 | 1947 | 1948 | 1949 | 1950 | 1951 | 1952 | 1953 | 1954 | 1955 | 1956 | 1957 | 1958 | 1959 | 1960 |
| --------------- | --------------- | ---- | ---- | ---- | ---- | ---- | ---- | ---- | ---- | ---- | ---- | ---- | ---- | ---- | ---- | ---- |
|                 | Giro de Italia  | —    | —    | —    | —    | —    | —    | 9.º  | 30.º | —    | 4.º  | —    | 5.º  | 8.º  | —    | —    |
|                 | Tour de Francia | X    | Ab.  | 15.º | 25.º | 4.º  | 2.º  | 11.º | 9.º  | —    | 6.º  | 49.º | —    | 3.º  | 28.º | —    |
|                 | Vuelta a España | —    | —    | —    | X    | —    | X    | X    | X    | X    | 3.º  | —    | 5.º  | —    | Ab.  | —    |
| Mundial en Ruta | Mundial en Ruta | —    | —    | —    | —    | Ab.  | Ab.  | —    | 9.º  | —    | 8.º  | —    | —    | 15.º | —    | —    |

—: No participa

Ab.: Abandono

X: Ediciones no celebradas